# セプテントリオン
『セプテントリオン』 (Septentrion) は、日本で1993年5月28日にヒューマンから発売されたスーパーファミコン用2Dアクションアドベンチャーゲーム。「セプテントリオン」は、ラテン語で「北斗七星」を意味する。なお、北米では『SOS』のタイトルでビック東海から発売された。
開発はフィールドが行い、ゲーム・デザインは木邨圭太、ディレクターは吉田秀司が担当している。ゲーム内容は4人の中から主人公を1人選択し、沈没する豪華客船から1人でも多く乗客を救出する事を目的としている。
1999年3月11日にはPlayStation用ソフトとして、3Dアクションゲームとなった『セプテントリオン ～Out of the Blue～』が発売された（後述）。 
スーパーファミコン版はゲーム誌『ファミコン通信』の「クロスレビュー」にてゴールド殿堂入りを獲得した。

## 概要
テレビゲームに映画のような迫力とライブの様な臨場感を持たせることを目指して作られた、シネマティックライブシリーズ第1弾。パニック映画特有の感覚をゲームシステムに取り入れている。
豪華客船レディ＝クリサニア号が嵐による高波によって転覆。主人公は生存者を探索・救出しながら、リアルタイム60分以内(条件によってはそれ未満)に脱出口を見つけ、沈没する客船を脱出しなければならない。
世界観は映画『ポセイドン・アドベンチャー』（1972年）のオマージュである。主人公の1人はスコット牧師と全く同じ特徴を持ち、中には同作と全く同じ会話までされることもある。SFCの回転グラフィックを活かし船内の揺れを表現、それによってリアルタイムでマップが変化するシステム。また、ゲーム中の字幕やオープニングやエンディングのスタッフロールも映画そのものである。BGMは1曲が続けて流れるのみである。
発売元であるヒューマンは倒産しており、更に外注作品であるため、2007年にテレビ番組『ゲームセンターCX』で本作が取り上げられた際には、「許可がなかなか下りなかったソフト」として紹介された。版権表記は「（C）HAMSTER Co.  ゲームデザイン・シナリオ 木邨圭太」となっていたが、後に発売された番組のDVD版では「（C）木邨圭太」となっている。

## ストーリー
1921年9月13日、午後7時11分。2300人もの乗員・乗客を乗せた豪華客船「レディ＝クリサニア」号は、ハンブルトン沖合で突然の大波に飲まれ転覆した。
乗客のほとんどが転覆時の衝撃で命を落とす中、運良く生き残った主人公は、沈みゆくクリサニア号の船内から決死の脱出を試みる。転覆のショックで耳が聞こえなくなってしまった少女、その場に残り妻と共に死ぬという老人、主人公の言葉に耳を貸さず逆方向へ逃げようとする機関長。生存者たちはそれぞれにドラマを背負っており、彼らを説得、誘導し、なるべく多くの生存者とともに脱出する目的がある。

## ゲーム内容
基本はサイドビューのアクションゲーム。ジャンプで足場を乗り越えたり水中を泳いだりしながら脱出口と生存者を探していく。とても高い場所から落ちてしまったり、落ちてくる障害物や炎に当たったり、水中に一定時間とどまり続けるとミス判定となる。その場合、仲間にした生存者と引き離されると共に5分経過のペナルティを受ける。60分が過ぎるか、残り時間5分未満でミスするとゲームオーバー。
見つけた生存者は自動的、生存者によっては回答と無視による説得で仲間にする事ができる。仲間にした生存者（以下、仲間と表記する）は主人公についてくるが、自動ではなく操作する主人公がいる地点を指定することで仲間がそこに移動する方式であり、誘導は自由とは言えない。仲間が危険な場所を越える際は、手を貸すことで補助することができる。仲間は、一定以上の高さからの落下や水中で一定時間とどまり続けると死亡してしまう。また、仲間ごとに体力が設定されており、連れ歩いた状態で移動すると消耗し、体力が0になり力尽きても死亡してしまう（体力は連れ歩き状態を解除し、立ち止まらせると回復する。ただし、連れ歩き状態のまま立ち止まっても回復しない）。死んでしまった仲間は二度と復活しないため、誘導には慎重を要する。特に体力は数値化されていないため、連れ歩きを解除した上で仲間の台詞を聞いて体力の状態を判断しなければならない。子供や女性、老人など体力の低い者はすぐに疲れてしまったり、主人公が助けてやらなければ障害を越えられなかったりする。
船は時間の経過と共に傾斜が変化し、それまで行けた場所に行けなくなったり、逆に行けなかった場所に行けるようになったり、浸水したりしていく。船内の構造は一定だが傾斜の変化はランダムであるため、脱出口を確保しているとしてもそこまでの道が常に安定するとは限らない。救助する生存者によってルートも異なる。
ゴールまでたどり着ければエンディングとなるが、たとえたどり着いたとしても必ず生還できるとは限らず、救助した仲間の救助ポイントの合計と重要人物の救助状況によって主人公のみ生存や逆に主人公以外生存、そしてゴール地点で全滅というエンディングさえある。

## 登場人物

### 主人公
ゲーム開始時に以下の4人の中から主人公を選択する。主人公によってスタート地点が異なり、それぞれ独自の能力を持っている。
キャプリス=ウィッシャー
生真面目な観光客。建築家。23歳。平均的な能力を持っている。
重要人物は義妹のエイミー。
レドウィン=ガードナー
熱血漢の牧師。39歳。牧師という立場上、他の主人公よりも説得を容易に進めることができる。ゲーム上の強敵である機関長ユーサーをほぼ無条件で突破できる唯一の主人公。
重要人物は子供の姉弟であるハリーとステラ。とその従兄弟ジャックと主人公の中では複数存在する。
『ポセイドン・アドベンチャー』の主人公とほぼ同じ特徴を持っている。
ルーク=ハインズ
正義感に燃える航海士。21歳。他の主人公は事前に入手しなければいけない地図を最初から持っているため位置の把握が容易（ただし、船内には地図に載っていない場所もある）。
重要人物は沈没したレディ＝クリサニア号のオーナーであるイスメイ（名前はタイタニック号のオーナーだったJ・ブルース・イズメイから）。ルークが主人公以外の場合では、生存者として登場する。
ジェフリー=ハウエル
温厚な医師。54歳。医師であるため生存者の怪我を治すことができる。
重要人物は妻のアデラ。
ルーク編のみ生存者として登場し救出可能。

### その他
エイミー=マーカーソン
観光客であり、キャプリスの義妹。主人公がキャプリスの時のみ出会う。
ハリー=アダムス
ステラの弟。主人公がレドウィンの時のみ出会う。
ステラ=アダムス
ハリーの姉。主人公がレドウィンの時のみ出会う。
ジャック=ハミルトン
ハリーとステラの従兄弟。どの主人公でも、ボイラー室爆発後に冷凍庫で出会う。
イスメイ=タウンゼント
レディ＝クリサニア号のオーナー。主人公がルークの時のみブリッジ付近で出会う。
アデラ=ハウエル
ジェフリーの妻。どの主人公でも、ジェフリー＆アデラの部屋で出会う。
機関長ユーサー
レディ＝クリサニア号の機関長。どの主人公でも、ボイラー室前で、生存者を大勢連れている場合に出会う。
ボイラー室の爆発によって6人の部下を失い、船首で救助を待つという考えに固執しており、主人公たちにも船首に向かえと指示してくる。
会話のやりとりによっては、それまで連れてきた生存者を（重要人物も含めて）全員連れて行かれてしまうため、それを防ぐためには会話を最後まで進めずに無視する必要がある。
ただし、レドウィンのみ、会話を続ければ無条件で論破して突破することができる。
ヘンリー=エイブラムス
レディ＝クリサニア号の船員。どの主人公でも、ボイラー室前で、生存者を大勢連れている場合に出会う。
ハウエル編とレドウィン編では、救助可能になる。

## スタッフ
- ゲーム・デザイン：木邨圭太
- ディレクター：吉田秀司
- メイン・プログラム：阿部浩之、三浦義弘
- システム・プログラム：のむらこうじ、ねずしげあき
- サブ・プログラム：鈴木健
- キャラ・デザイン：青柳健二、實取正敏
- BGデザイン：木邨圭太、Tako Fiorei、岩下英幸
- ビジュアル・アドバイザー：門間毅
- シナリオ：木邨圭太
- イベント・デザイン：Tako Fiorei、岩下英幸
- オープニング・テーマ：那珂裕之
- メイン・テーマ：新倉耕二
- SEデザイン：山崎正通、谷口宏
- サウンド・チーム・ヘルプ：庭山博也、田中宏典、太谷哲司、山崎正通、米沢正弘、新倉耕二、谷口宏、那珂裕之、山口和宣、高野朋之

## 評価
- ゲーム誌『ファミコン通信』の「クロスレビュー」では9・8・7・8の合計32点（満40点）でゴールド殿堂入りを獲得[7]、レビュアーは本作の設定に関して「死への恐怖感を、これほど切実に感じさせてくれたゲームはなかったのでは」、「スペクタクルな映画を見てるようなドキドキがある」と肯定的に評価し、「迫りくる沈没の恐怖のなか、脱出口を捜していく。しかも画面の天地左右がめまぐるしく変わる。このシステムはイカシすぎ」、「大味だけど、全体的な雰囲気はグー」などゲームシステムに関しても概ね肯定的に評価した。しかし、「マッピングに手間はかかる」、「（システムはいいが）完璧なマップが用意されていて初めて楽しめるゲームだと思う」、「救出された人の足手まとい感が、微妙なところ」と、マップ表示や操作性に関して否定的な指摘をしている[9]。

- ゲーム誌『ファミリーコンピュータMagazine』の読者投票による「ゲーム通信簿」での評価は以下の通りとなっており、20.0点（満30点）となっている[8]。

| 項目 | キャラクタ | 音楽 | お買得度 | 操作性 | 熱中度 | オリジナリティ | 総合 |
| 得点 | 3.3        | 3.4  | 3.2      | 3.0    | 3.5    | 3.7            | 20.0 |

## 続編
『セプテントリオン ～Out of the Blue～』（セプテントリオン アウト・オブ・ザ・ブルー）は、1999年3月11日にヒューマンより発売されたPlayStation用ゲームソフト。
2000年8月31日にハムスターよりMajor Wave シリーズとして廉価版が発売。2007年5月31日よりPlayStation NetworkのゲームアーカイブスでPlayStation Portable・PlayStation 3向けに配信されている。
3Dポリゴンのアクションゲーム。SFC版との共通点は「転覆した豪華客船から脱出する」という舞台設定だけであり、時代設定・登場人物・シナリオ・操作性など、完全に異なるゲーム性となっている。
1999年12月24日、クリスマス休暇のためにすべて飾られた美しい遠洋定期船であるウェンザー号がボストン港から出港した。しかし、突然の衝突により、船は沈み始める。これは、海難事故とその遭難者の救助をリアルに描いた作品である。
|   | タイトル                                                 | 発売日        | 対応機種                                                 | 開発元   | 発売元     | メディア                            | 型式       | 備考   |
| - | -------------------------------------------------------- | ------------- | -------------------------------------------------------- | -------- | ---------- | ----------------------------------- | ---------- | ------ |
| 1 | Major Wave シリーズ セプテントリオン ～Out of the Blue～ | 2000年8月31日 | PlayStation                                              | アシーナ | ハムスター | CD-ROM                              | SLPM-86612 | 廉価版 |
| 2 | セプテントリオン ～Out of the Blue～                     | 2007年5月31日 | PlayStation 3 PlayStation Portable (PlayStation Network) | アシーナ | ハムスター | ダウンロード （ゲームアーカイブス） | -          |        |

### スタッフ
- プログラム：（株）アシーナ
  - メインプログラム：小林圭吾
  - シナリオプログラム：大内次朗
  - サブプログラム：葛巻伸也
  - 技術サポート：糸井雅史、勝股義久
- グラフィックス
  - キャラモデルディレクター：吉水清文
  - モーションデザイン：鈴木理
  - キャラクターデザイン：日田尾秀一
  - キャラクターモデル：萩原正暢、東風輪利行、河辺賢太郞、佐藤貢士、長浜篤、奈倉秀隆
  - 船内デザインディレクター：西浦悦史
  - 船内デザイン：和島広治、大辻貴志、山崎朝子、宮下智義
  - 美術設定：大谷達也
  - CG制作：高橋弘樹、武市州生、鳥井千羽
- サウンド
  - サウンドコンポーザー：石井雅子
  - サウンドエフェクト：山崎正通
- 広報宣伝：熊谷一幸、島村優、片寄泰蔵、佐藤美也子、寺井代恵
- 宣伝サポート：遠藤覚、川口大介、島田亜季
- パッケージングコーディネート：小林功、水澤清恵、永田毅
- 営業：薔薇山三郎太、高野登美男、唐津慎一郎、野原智彰、高橋良太、室岡礼子
- サブプラン：木原和也
- テストプレイ：増田厚之、茂木士、畑中隆太、宮本康臣、金井聡
- スペシャルサンクス：山田和彦、寺澤義徳、黒田志郎、栗山祐次、山崎あずさ、戸澤敏和、くげぴゅう太、おまけみつお
- プロジェクトマネージャー：戸川浩明
- ディレクター：山崎一

### 評価
ゲーム誌『ファミコン通信』の「クロスレビュー」では合計20点（満40点）となっている。